# T세포 전림프구성 백혈병
T세포 전림프구성 백혈병(T-cell prolymphocytic leukemia, T-PLL)은 공격적인 행동과 혈액, 골수, 림프절, 간, 비장 및 피부 침범을 선호하는 성숙한 T세포 백혈병이다. T-PLL은 매우 드문 백혈병으로 주로 30세 이상의 성인에게 영향을 미친다. 이는 성인의 모든 소림프구성 백혈병의 2%를 차지한다. 다른 이름으로는 T세포 만성 림프구성 백혈병, "마디형" T세포 백혈병, T세포 림프구성 백혈병/T세포 림프구성 백혈병 등이 있다.

## 징후 및 증상
T세포 전림프구성 백혈병에 걸린 사람들은 일반적으로 발현 당시 간과 비장의 비대, 림프절의 광범위한 비대, 피부 침윤 등 전신 질환을 앓고 있다.
이 질병의 전신적 특성으로 인해 백혈병 세포는 말초 혈액, 림프절, 골수, 비장, 간 및 피부에서 발견될 수 있다. 혈액 내 적은 양의 적혈구 및 혈소판과 함께 높은 림프구 수(> 100 x 109/L)가 일반적인 소견이다. HTLV-1 혈청학은 음성이고, 혈청 면역글로빈은 파라단백질이 존재하지 않는 정상 범위 내에 있다.

## 병인
이 질병의 기원 세포주는 성숙한(흉선후) T세포인 것으로 추정된다.